# جواو تيكسيرا دي فاريا
جواو تيكسيرا دي فاريا (مواليد 24 يونيو 1942) يعرف أيضاً باسم جون الله هو معالج روحي برازيلي،جراح وهمي ومدان بارتكاب جرائم جنسية.